# 室宿二
室宿二（β Pegasi，縮寫Beta Peg、β Peg），正式命名為Scheat /ˈʃiːæt/，是一顆紅巨星，並且是星座飛馬座的第二亮星（最亮星是飛馬座ε）。 它位於飛馬座四邊形的右上角，組成一個長方形的星群。

## 命名原則
這顆恆星在拜耳命名法中被命名為「飛馬座β」（拉丁化到“β Pekasi”）。
它有一個傳統的名字「Scate」，這個名字也曾用於羽林軍二十六（寶瓶座δ），因此會造成混淆。這個名字來源於阿拉伯語「Al Sā'id」或「Sa'd」，意思是「上臂」。在2016年，國際天文學聯合會組織了 恆星名稱工作組（WGSN，Working Group on Star Names）對恆星的專有名稱進行編目和標準化。WGSN在2016年7月 的第一份報告包括WGSN準予的前兩批名稱表；其中包括這顆恆星的名稱為「Scate」（「Skat」則是寶瓶座δ的名字）。
在中國，室宿的意思是「軍營」，是由室宿一（飛馬座α）和室宿二組成的星官；室宿二的意思就是第二個軍營。

## 距離和特性

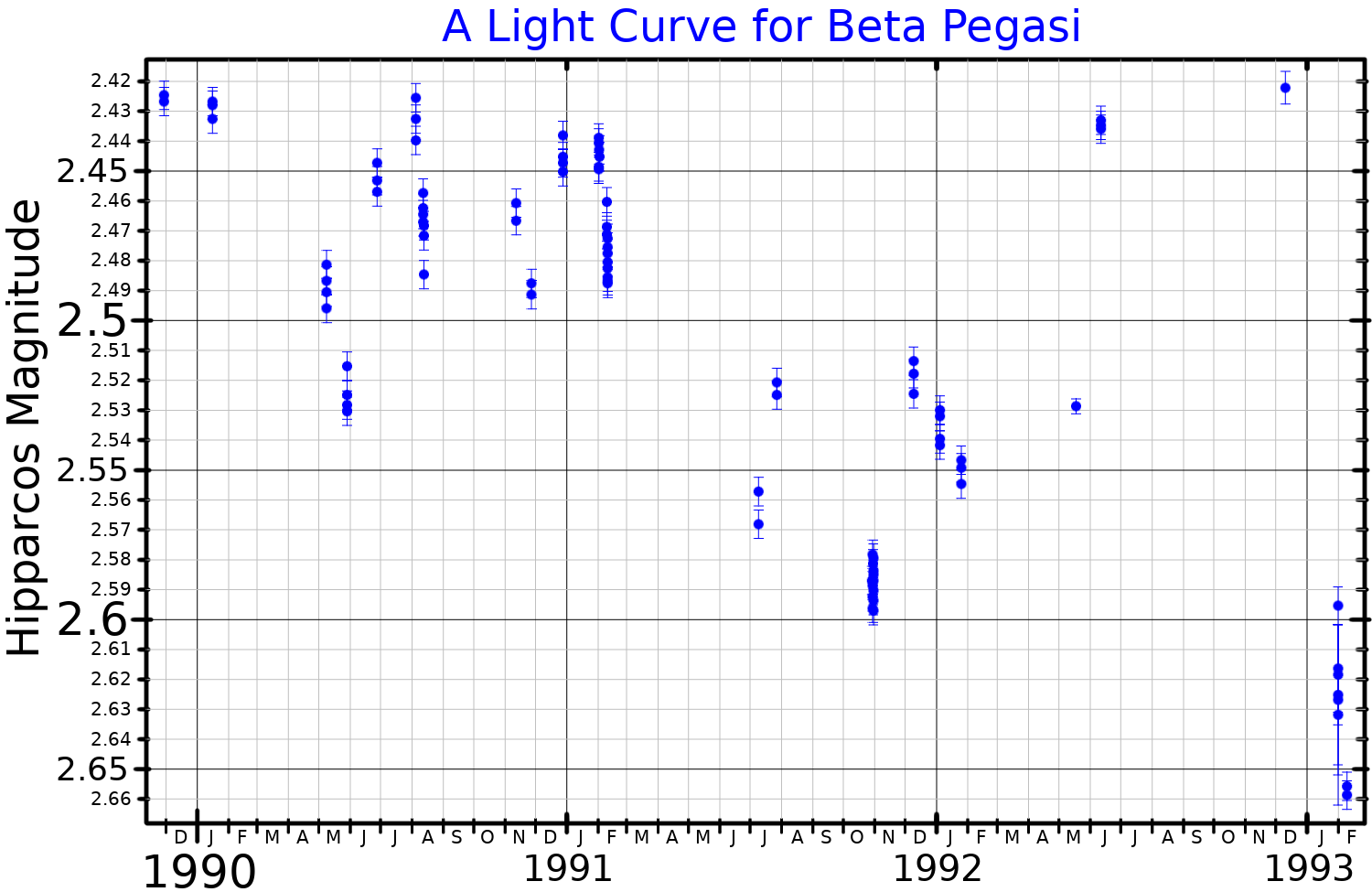
根據依巴谷衛星數據繪製的室宿二光變曲線。

根據視差量測，室宿二距離太陽196光年（60秒差距），與太陽這樣的恆星相比，如此明亮恆星的表面溫度相對較低，這是不尋常的。
這顆恒星的恆星分類為M2.3 II–III，這表明其光譜具有介於亮巨星和巨星之間的特徵。它已經膨脹到原來的109倍，其總光度是太陽的1640倍。這顆恆星外殼的有效溫度大約是 3,600K，賦予該恆星有著M型恆星特有的橙紅色色調。光球足够冷，可以形成氧化鈦分子。
室宿二是一顆週期43.4天的半規則變星，亮度變化的範圍在星等 +2.31至 +2.74（平均2.42等）。它的質量損失速度等於或低於每年10−8太陽的質量，因此正在形成一個膨脹的氣體和塵埃外殼，半徑約為太陽半徑的3,500倍（16天文單位）。

## 註解
1. ↑  根據方程式中的輻射熱測量值100.4(4.74-Mbol)計算，此處的"Mbol" 是輻射熱測量值。